# Karl Lechky
Karl Lechky (ur. 7 lipca 1974) – południowoafrykański żużlowiec.

## Życiorys
Pięciokrotny medalista indywidualnych mistrzostw Republiki Południowej Afryki: złoty (1998), srebrny (1995) oraz trzykrotnie brązowy (1993, 1994, 1996). Uczestnik eliminacji Grand Prix IMŚ 1998 (Bradford 1997 – XVI miejsce w finale zamorskim). 
Finalista indywidualnych mistrzostw Węgier (1997 – X miejsce) oraz Słowenii (1999 – IX miejsce). Startował w rozgrywkach drużynowych w Austrii (1997 – srebrny medal), Słowenii (1999 – srebrny medal), jak również w II lidze w Polsce (1997 – w klubie ŻKS Krosno).